# 日本スタートアップ大賞
日本スタートアップ大賞（にほんスタートアップたいしょう）は、政府が若者などのロールモデルとなるような、インパクトのある新事業を創出した起業家やベンチャー企業、企業内での新規事業創造を表彰する賞。日本ベンチャー大賞（にほんベンチャーたいしょう）として始まり、2022年の表彰から改称している。

## 歴代受賞者

### 2014年（第1回）
- 日本ベンチャー大賞（内閣総理大臣賞）:株式会社ユーグレナ
- ベンチャー企業・大企業等連携賞（経済産業大臣賞）CYBERDYNE株式会社, 大和ハウス工業株式会社
- 女性起業家賞（経済産業大臣賞）:コイニー株式会社
- 地域経済活性化賞（審査委員会特別賞）:スパイバー株式会社
- ワークスタイル革新賞（審査委員会特別賞）:株式会社クラウドワークス

### 2015年（第2回）
- 日本ベンチャー大賞（内閣総理大臣賞）:ペプチドリーム株式会社
- ベンチャー企業・大企業等連携賞（経済産業大臣賞）ゼットエムピー株式会社, 株式会社ディー・エヌ・エー, ソニーモバイルコミュニケーションズ株式会社
- 女性起業家賞（経済産業大臣賞）:ジーンクエスト株式会社
- グローバル展開賞（審査委員会特別賞): 株式会社メルカリ
- 社会課題解決賞（審査委員会特別賞）: 株式会社すららネット
- イントラプレナー賞（審査委員会特別賞）: ソニー株式会社

### 2016年（第3回）
- 日本ベンチャー大賞（内閣総理大臣賞）:CYBERDYNE株式会社
- ベンチャー企業・大企業等連携賞（経済産業大臣賞）:株式会社Preferred Networks, ファナック株式会社
- 女性起業家賞（経済産業大臣賞）:株式会社ナノエッグ
- 農業ベンチャー賞（農林水産大臣賞）:株式会社アーマリン近大
- 技術革新賞（審査委員会特別賞）:セブン・ドリーマーズ・ラボラトリーズ株式会社
- 人材サービス革新賞（審査委員会特別賞）:株式会社ビズリーチ

### 2017年（第4回）
- 日本ベンチャー大賞（内閣総理大臣賞）:株式会社メルカリ
- ベンチャー企業・大企業等連携賞（経済産業大臣賞）:株式会社ソラコム, KDDI株式会社
- 女性起業家賞（経済産業大臣賞）:株式会社ビザスク
- 農業ベンチャー賞（農林水産大臣賞）:株式会社ルートレック・ネットワークス
- 審査委員会特別賞 :株式会社マネーフォワード
- 審査委員会特別賞 :株式会社PKSHA Technology

### 2018年（第5回）
- 日本ベンチャー大賞（内閣総理大臣賞）:株式会社Preferred Networks
- ベンチャー企業・大企業等連携賞（経済産業大臣賞）:ラクスル株式会社, ヤマトホールディングス株式会社
- 女性起業家賞（経済産業大臣賞）:READYFOR株式会社
- 農業ベンチャー賞（農林水産大臣賞）:株式会社ファームノートホールディングス
- 審査委員会特別賞 :WHILL株式会社
- 審査委員会特別賞 :株式会社ユーザベース

### 2022年（第6回）
- 日本スタートアップ大賞（内閣総理大臣賞）:株式会社アストロスケールホールディングス
- グローバル賞（経済産業大臣賞）:スマートニュース株式会社
- ダイバーシティ賞（経済産業大臣賞）:五常・アンド・カンパニー株式会社
- 農業スタートアップ賞（農林水産大臣賞）:ユーザーライク株式会社
- 大学発スタートアップ賞（文部科学大臣賞）:株式会社Synspective
- 審査委員会特別賞 :株式会社ビザスク
- 審査委員会特別賞 :株式会社ヘラルボニー

### 2023年（第7回）[3]
- 日本スタートアップ大賞（内閣総理大臣賞）:スマートニュース株式会社
- グローバル賞（経済産業大臣賞）:五常・アンド・カンパニー株式会社
- ダイバーシティ賞（経済産業大臣賞）:株式会社ミツモア
- 農業スタートアップ賞（農林水産大臣賞）:株式会社ビビッドガーデン
- 大学発スタートアップ賞（文部科学大臣賞）:マイクロ波化学株式会社
- 医療・福祉スタートアップ賞（厚生労働大臣賞）:株式会社ミライロ
- 国土交通スタートアップ賞（国土交通大臣賞）:株式会社アンドパッド
- 審査委員会特別賞 :株式会社ispace
- 審査委員会特別賞 :株式会社CureApp
- 審査委員会特別賞 :株式会社坪田ラボ

### 2024年（第8回）
- 日本スタートアップ大賞（内閣総理大臣賞）:株式会社SmartHR
- スタートアップ優秀賞（経済産業大臣賞）:株式会社ティアフォー
- 農業スタートアップ賞（農林水産大臣賞）:株式会社FRDジャパン
- 大学発スタートアップ賞（文部科学大臣賞）:Chordia Therapeutics株式会社
- 医療・福祉スタートアップ賞（厚生労働大臣賞）:株式会社カケハシ
- 国土交通スタートアップ賞（国土交通大臣賞）:Global Mobility Service株式会社
- 情報通信スタートアップ賞（総務大臣賞）:株式会社ELEMENTS
- 審査委員会特別賞 :株式会社YOUTRUST
- 審査委員会特別賞 :PuREC株式会社
- 審査委員会特別賞 :AnyMind Group株式会社